# عمو گوشت (فیلم)
«عمو گوشت» (انگلیسی: Uncle Meat (film)) فیلمی در ژانر علمی–تخیلی، مستند، و موزیکال به کارگردانی فرانک زاپا است که در سال ۱۹۸۷ منتشر شد.